# Friedrich Erhard Haag
Friedrich Erhard Haag (* 23. Juli 1896 in Rottweil; † 11. Februar 1945 in Gießen) war ein deutscher „Rassenhygieniker“ und Hochschullehrer zur Zeit des Nationalsozialismus.

## Leben und Wirken
Friedrich Erhard Haag war der Sohn des Kristallographen Friedrich Haag. Haag nahm von 1915 bis 1918 als Kriegsfreiwilliger am Ersten Weltkrieg teil und studierte von 1918 bis 1922 Medizin an den Universitäten Tübingen und Würzburg. Seit 1918/19 war er Mitglied der Studentenverbindung AV Virtembergia Tübingen. 1919 nahm er als Mitglied des Freikorps Epp an der Niederschlagung der Münchner Räterepublik teil. Nach dem Studium promovierte Haag 1925 zum Dr. med. an der Universität Würzburg und war anschließend als wissenschaftlicher Assistent am Hygiene-Institut der dortigen Universität tätig. Seine Habilitation folgte 1927 in Würzburg mit der Schrift Der Milzbrandbazillus, seine Kreislaufformen und Varietäten. Danach war er bis 1930 als Schularzt in Stuttgart beschäftigt. Von 1930 bis 1936 war er Assistenzarzt am Hygiene-Institut der Medizinischen Akademie Düsseldorf.
Haag, der seit 1932 dem Kampfbund für deutsche Kultur (KfdK) angehörte, trat nach der Machtübergabe an die Nationalsozialisten zum 1. Mai 1933 der NSDAP (Mitgliedsnummer 2.719.708) und im November 1933 der SA bei. Zudem gehörte er dem NS-Ärztebund an. Von 1934 bis 1940 war er nichtbeamteter außerordentlicher Professor für Rassenhygiene und -pflege (Extraordinariat für Erbgesundheits- und Rassenpflege) an der Medizinischen Akademie Düsseldorf und unterrichtete ab Mai 1934 das Fach „Rassenkunde“ an der Kunstakademie Düsseldorf. 1934 war er daran beteiligt, die Abteilung „Bevölkerungskunde“ im Reichsmuseum für Gesellschafts- und Wirtschaftskunde im Sinne des Nationalsozialismus neu zu kuratieren. Völkisch orientiert vertrat er die Ideologie der Volksgemeinschaft und des autoritären Ständestaats. In Düsseldorf betätigte er sich als Ortsgruppenleiter der Deutschen Gesellschaft für Rassenhygiene und leitete die örtliche erbbiologische Abteilung der Ehe- und Rassenberatungsstelle.
Von 1940 bis 1945 war Haag ordentlicher Professor für Hygiene an der Universität Gießen sowie Direktor des dortigen Hygienischen Instituts. Von Oktober 1941 bis 1945 war er Dozentenbundführer der Universität Gießen. Seine Forschungsschwerpunkte waren Anaphylaxie, der Bakterienantagonismus sowie Salmonellendauerausscheider. Während des Zweiten Weltkrieges war Haag als Oberstabsarzt zusätzlich beratender Hygieniker beim Wehrkreis IX in Kassel. Das Hygiene-Institut wurde am 6. Dezember 1944 bei der Bombardierung Gießens durch die Alliierten vollkommen zerstört.

## Schriften (Auswahl)
- Der Milzbrandbazillus, seine Kreislaufformen und Varietäten, In: Archiv f. Hygiene. Bd. 98, München 1927, zugleich medizinische Habilitationsschrift an der Universität Würzburg
- Die geistige Gesundheit des Volkes und ihre Pflege, München 1931
- Volk ohne Besitz: Die Arbeiterfrage, rassenkundlich gesehen, Aus: Deutschlands Erneuerung, München 1935
- Lagerhygiene, In: Taschenbücher des Truppenarztes; Bd. 6, München/Berlin 1943